# 杉本一敏
杉本一敏（すぎもと かずとし、1975年12月7日 - ）は、福井県出身の刑法学者。早稲田大学 大学院法務研究科、教授。現在、同大学院設置の法務教育研究センターの副所長。過去には愛知法理研究会  や日本法哲学会 などに所属しており、現在は日本刑法学会に所属している。曽根威彦に師事。

## 人物
刑事分野において専攻は「因果関係の刑法的帰属論」であり、中でもとりわけ「相当因果関係と結果回避可能性の関係」を専門とする。
論理的な話し方とテキパキとした口調で展開される授業に定評があり、分かりやすさと相俟って学生からの人気が非常に高く、その人気は他大学でも話題となっている。
愛知学院大学での教員時代には、同窓会定期総会での大抽選会にて1等のパナソニック製ブルーレイレコーダーが当選するも、「クジは恐ろしいもので、私がこのような賞に当選してしまいました。大変恐縮で申し訳ない気持ちです。大切にさせて頂きます」とコメントしており、謙虚で温和な性格を窺い知ることができる。
曽根威彦に師事しており、松原芳博や北川佳世子とは兄弟弟子になる。

## 学説

### 刑法的帰属論

#### 答責帰属説
因果関係論について杉本説によれば、「相当因果関係事例と結果回避可能性事例の解決を共に『リスク連関論』という共通の判断枠組みの下に包摂できるものとする客観的帰属論の主張は魅力的」であり、また「刑法が統制システムとしての機能を発揮し得るためには、事後的・帰属的見地から切り取られる実行行為は、事前的・行為者的見地から見ても問責対象行為となり得ることが予想されたものでなければならない」という帰結に終着する。これは、“どのような行為を違法とすべきか”という違法本質論の思考を控えめに考える立場を軸に、客観的因果帰属論を土台として事実的評価志向の因果関係論を展開するものである。今日では「答責帰属論」として評価されている。

## 経歴
- 2003年3月 早稲田大学 大学院法学研究科 修士課程、修了。
- 2005年3月 早稲田大学 大学院法学研究科 博士課程、満期修了。
- 2005年4月 愛知学院大学 法学部 法律学科、専任講師[10]。
- 2009年4月 愛知学院大学 法学部 法律学科、准教授[11]。

- 2012年4月 早稲田大学 大学院法務研究科、教授。
- 2018年9月21日 早稲田大学 大学院法務研究科 法務教育研究センター、副所長[2]。

## 書籍

### 単著
なし

### 共著
- 他、曽根威彦、松原芳博、北川佳世子、田山聡美、内田幸隆、など。
  - 『重点課題 刑法総論』(成文堂、2008年)
- 他、高橋則夫、仲道祐樹。
  - 『理論刑法学入門』(日本評論社、2014年)
- 他、甲斐克則、北川佳世子など。
  - 『刑法実践演習』(法律文化社、2015年)
- 他、高橋則夫、田山聡美、内田幸隆。
  - 『財産犯バトルロイヤル 絶望しないための方法序説』(日本評論社、2017年)

### 判例百選
- 『刑法判例百選I 総論 [第7版]』 (2014年8月) (別冊ジュリスト220号)
  - 『判例評釈 結果の回避可能性と過失 (最判平成15年1月24日)』
- 『刑法判例百選II 各論 [第7版]』 (2014年8月) (別冊ジュリスト221号)
  - 『判例評釈 横領後の横領 (最判平成15年4月23日)』

## 研究実績

### 論文
- 『相当因果関係と結果回避可能性（一）』（2001年3月） 『早稲田大学大学院法研論集』97収録。
- 『相当因果関係と結果回避可能性（二）』（2002年3月） 『早稲田大学大学院法研論集』101収録。
- 『相当因果関係と結果回避可能性（三）』（2002年9月） 『早稲田大学大学院法研論集』103収録。
- 『相当因果関係と結果回避可能性（四）』（2002年12月） 『早稲田大学大学院法研論集』104収録。
- 『相当因果関係と結果回避可能性（五）』（2003年3月） 『早稲田大学大学院法研論集』105収録。
- 『相当因果関係と結果回避可能性（六・完）』（2003年6月） 『早稲田大学大学院法研論集』106収録。
- 『規範論から見たドイツ刑事帰属論の二つの潮流 [上]』（2004年1月） 『早稲田大学大学院法学学術院 比較法学』37巻2号159頁収録。
- 『規範論から見たドイツ刑事帰属論の二つの潮流 [中]』（2004年7月） 『早稲田大学大学院法学学術院 比較法学』38巻1号147頁収録。
- 『規範論から見たドイツ刑事帰属論の二つの潮流 [下]』（2005年1月） 『早稲田大学大学院法学学術院 比較法学』38巻2号85頁収録。
- 『因果法則を取り扱う実態法と訴訟法（1）』（2006年9月） 『愛知学院大学論叢 法学研究』47巻4号115頁収録。
- 『「帰属を阻害する犯罪」の体系と解釈 (1) ―自由に対する罪について―』（2007年1月） 『愛知学院大学論叢 法学研究』48巻1号214頁収録。
- 『「帰属を阻害する犯罪」の体系と解釈 (2) ―自由に対する罪について―』（2007年1月） 『愛知学院大学論叢 法学研究』50巻1号45頁収録。
- 『アメリカ合衆国最高裁判所刑事判例研究 少年に対する死刑と合衆国憲法修正8条の「残虐で異常な刑罰」の禁止 Roper v. Simmons, 543 U.S. 551 (2005)』（2007年3月） 早稲田大学 英米刑事法研究会『早稲田大学大学院法学学術院 比較法学』40巻3号152頁収録。
- 『仮定的同意論の「論理構造」に対する批判的覚書 (医師の説明義務とケアの倫理)』（2009年） 『愛知学院大学宗教法制研究所紀要』49巻93頁収録。
- 『二つの帰属論』（2010年1月） 『日本刑法学会 刑法雑誌』四九巻二＝三号収録。

### 口頭発表・講演
- 『U.ノイマン教授の刑法上の立場から』（2006年5月13日） 愛知法理研究会 第38回大会
  - 開催地: 名古屋大学 [12]
- 『裁判員制度について』（2008年12月26日） 愛知学院大学 平成20年度 事務職員研修企画運営委員会主催講演会
  - 開催地: 愛知学院大学 楠元キャンパス [13]

## 所属学会
- 日本刑法学会

## 脚註
1. ↑  https://researchmap.jp/read0150924/
2. 1 2  早稲田大学 大学院法務研究科  法務研究科および法務教育研究センターの役職者の交代について 2018年10月29日閲覧
3. ↑  日本法哲学会 学会法第14号 4頁下部 報告記録 2018年10月29 
日閲覧
4. ↑  日本法哲学会 学会法第14号 4頁 参加報告 2018年10月29 
日閲覧
5. ↑  早稲田大学 大学院法務研究科  プロフィール 2018年10月29日閲覧
6. ↑  http://www.agu-houdosokai.org/pdf/Vol.68.pdf 愛知学院大学 法学部 同窓会会報Vol.68　(2010.1.1) 3頁
7. ↑  杉本一敏『二つの帰属論』刑法雑誌 四九巻二＝三号 (2010年) 111頁
8. ↑  杉本一敏『相当因果関係と結果回避可能性(六・完)』早稲田大学大学院法研論集 一〇六号 (2003年)  403(158)頁
9. ↑  亀井源太郎『因果関係論に求められるもの』 慶應義塾大学法学研究会 法學研究:法律・政治・社会 Vol.83, No.8 (2010.8) 13頁
10. ↑  https://researchmap.jp/read0208162/
11. ↑  http://spysee.jp/%E6%9D%89%E6%9C%AC%E4%B8%80%E6%95%8F/1210501/profile
12. ↑  http://www.law.nagoya-u.ac.jp/philosophia/record.html
13. ↑  http://www.agu.ac.jp/news/news345.html